# Barbut verd de capell vermell
El barbut verd de capell vermell (Psilopogon rafflesii) és una espècie d'ocell de la família dels megalèmids (Megalaimidae) que habita els boscos de les terres baixes de la Península Malaia, Sumatra i Borneo.